# Поречский уезд
Поречский уезд — административная единица в составе Смоленского наместничества и Смоленской губернии, существовавшая в 1775 — 1927 годах. Центр — город Поречье.

## История

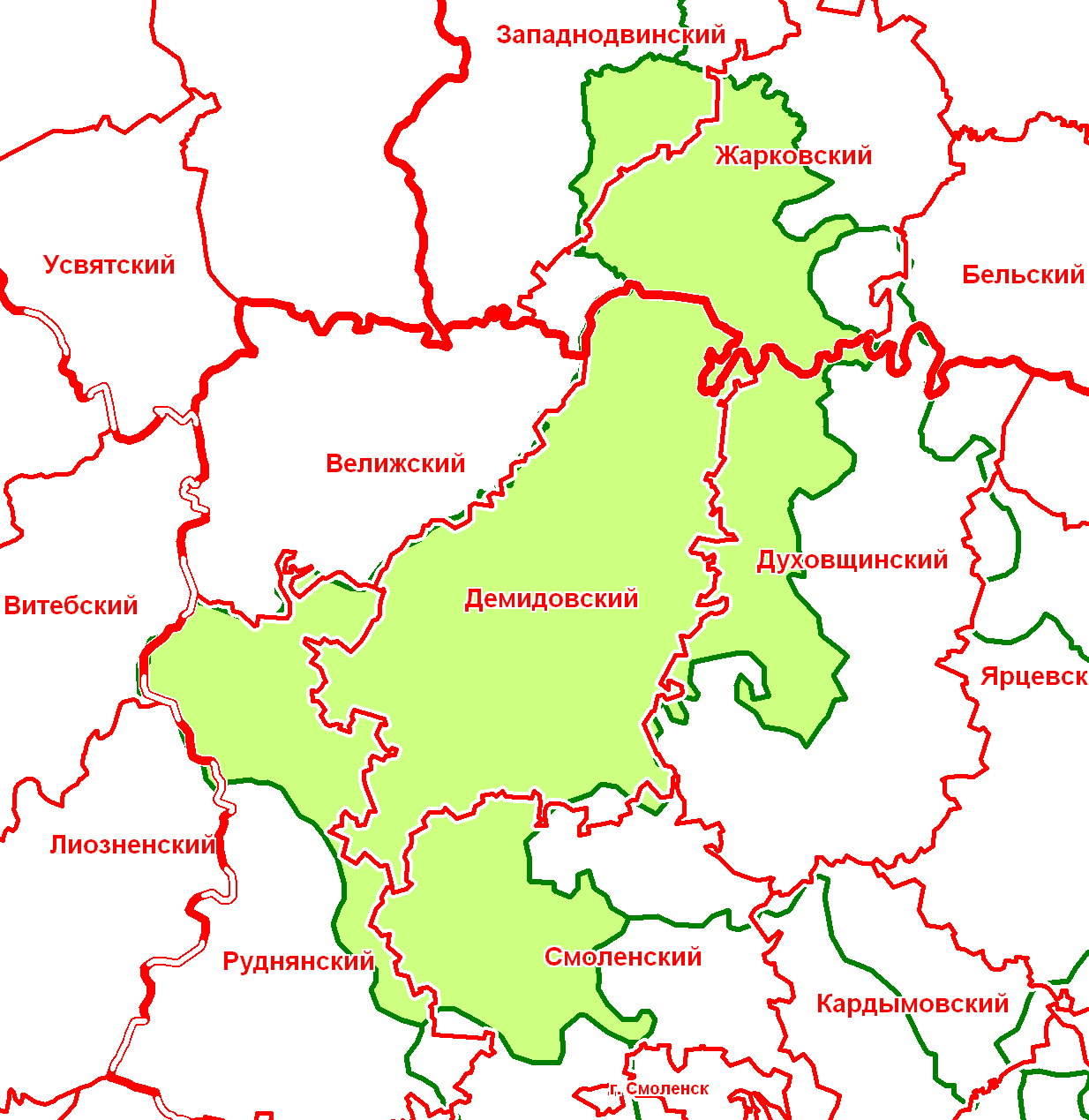
Поречский уезд в современной сетке районов

Поречский уезд в составе Смоленского наместничества был образован в 1775 году в ходе административной реформы Екатерины II. В 1796 году отнесён к Смоленской губернии. В 1904 году площадь уезда составляла 4959 квадратных вёрст, в 1916 году — 5099 кв. вёрст. В 1918 году, в честь погибшего председателя укома Я. Е. Демидова, город Поречье был переименован в Демидов, а уезд — в Демидовский.
25 марта 1918 года уезд был провозглашен частью Белорусской народной республики, а 1 января 1919 года в соответствии с манифестом І съезда КП(б) Белоруссии уезд вошёл в состав Социалистической Советской Республики Белоруссия.
В 1927 году Демидовский уезд был упразднён.

## Население
По данным переписи 1897 года в уезде проживало 131,9 тыс. чел. В том числе русские — 97,0 %; белорусы — 1,1 %. В городе Поречье проживало 5688 чел.

## Административное деление
В 1890 году в состав уезда входило 17 волостей
| № п/п | Волость       | Волостное правление | Число селений | Население |
| ----- | ------------- | ------------------- | ------------- | --------- |
| 1     | Бородинская   | д. Борода           | 96            | 12091     |
| 2     | Велистовская  | с. Велисто          | 68            | 4208      |
| 3     | Верховская    | с. Верховье         | 65            | 8815      |
| 4     | Дубровская    | с. Дубровка         | 59            | 3749      |
| 5     | Иньковская    | с. Иньково          | 76            | 6462      |
| 6     | Ковширская    | с. Ковширы          | 25            | 3302      |
| 7     | Касплянская   | с. Каспля           | 68            | 6163      |
| 8     | Кошевичская   | с. Кошевичи         | 59            | 6144      |
| 9     | Лоинская      | д. Большая Лойна    | 96            | 7865      |
| 10    | Луговская     | д. Луги             | 60            | 4897      |
| 11    | Рибшевская    | с. Рибшево          | 37            | 2800      |
| 12    | Свистовичская | с. Свистовичи       | 67            | 4997      |
| 13    | Семеновская   | д. Семеновка        | 46            | 4107      |
| 14    | Силуяновская  | с. Силуяново        | 86            | 7471      |
| 15    | Слободская    | с. Слобода          | 120           | 8300      |
| 16    | Тяпловская    | с. Тяполово         | 45            | 3807      |
| 17    | Щучейская     | с. Троицкое         | 110           | 5174      |

В 1913 году в уезде было 16 волостей: упразднены Луговская, Тяпловская волости, образована Заборьевская волость (с. Заборье).
В 1916 году уезд делился на 3 полицейских стана. I стан: Бородинская, Силуяновская, Кошевичская, Дубровская, Лоинская, Иньковская, Касплянская и Верховская волости. II стан: Рибшевская, Свитовичская, Кавширская, Заборьевская и Семёновская волости. III стан: Щучейская, Велестовская и Слободская волости.
К 1926 году в уезде осталось 6 укрупнённых волостей: Демидовско-Пригородная, Касплянская, Понизовская, Слободская, Троицкая, Щучейская.